# Gyalog Eszter
Gyalog Eszter (Zalaegerszeg, 1972. november 23. –) magyar színésznő.

## Életpályája
Jeles András 1984-ben készült Angyali üdvözlet című filmjében Lucifert játszotta 10 évesen. A Merlin Színészképző Műhely növendéke volt 1991 és 1994 között, majd a társulat tagja lett.

## Színpadi szerepei
- Molière: Gömböc úr....Nerine
- Shakespeare: A két veronai nemes....Júlia
- Muszorgszkij - Ravel - Ács: Egy kiállítás képei....Lány
- Szeretni kell
- James Saunders : Bocs, nem figyeltem....Vásárló
- Halász Péter: Sanyi pilóta
- August Strindberg: Az apa....Berta

## Filmszerepei
- Angyali üdvözlet (Lucifer) (1984)
- Szerelem első vérig (Edit) (1986)
- Szerelem második vérig (Edit) (1988)
- Senkiföldje (Eszter) (1993)
- Kiss Vakond (Egér) (1993)